# Россети Тюмень
АО «Россети Тюмень» — крупнейшая в Западной Сибири и первая по величине в Российской Федерации распределительная электросетевая компания. До конца 2019 года компания работала под названием АО «Тюменьэнерго», сменив его в рамках внедрения единой бренд-архитектуры группы компаний «Россети».

## Акционеры
АО «Россети Тюмень» является 100 % дочерним обществом ПАО «Россети».

## Руководство
Председатель Совета директоров — Полинов Алексей Александрович (главный советник генерального директора ПАО «Россети»).

### Генеральные директора
Генеральные директора компании (до 1990 г. — управляющий РЭУ «Тюменьэнерго», в октябре 2002 — январе 2008 гг. — управляющий директор ОАО «Тюменьэнерго»).
- Соколов Владимир Петрович (1979—1992)
- Боган Валентин Фёдорович (1992—1999)
- Биков Артём Эльбрусович (октябрь 1999 — май 2003)
- Бобров Алексей Олегович (май 2003 — июль 2005)
- Шувалов Вадим Николаевич (август 2005 — февраль 2007)
- Крючков Евгений Евгеньевич (февраль 2007 — декабрь 2011 г.)
- Михеев Павел Александрович (декабрь 2011 — октябрь 2016)[6]
- Савчук Сергей Юрьевич (апрель 2017 — октябрь 2018)
- Мелихов Александр Константинович (октябрь 2018 — июнь 2019)
- Солдатенко Алексей Владимирович (июль 2019 — август 2021)[7]
- Петров Олег Валентинович (август 2021 - по н.в.)[8]

## Деятельность
АО «Россети Тюмень» обеспечивает централизованное электроснабжение на территории более 1,4 млн км² и включает Тюменскую область, Ханты-Мансийский автономный округ — Югру и Ямало-Ненецкий автономный округ с населением около 3,5 миллионов человек.

## История
Компания ведёт своё начало с одной из крупнейших энергосистем России — Тюменской, которая была образована на базе энергетических предприятий РЭУ «Свердловэнерго».
«Тюменьэнерго» было создано 14 августа 1992 года.
В 1993 году в рамках Государственной программы приватизации РФ учреждено АООТ «Тюменьэнерго», ставшее правопреемником государственного предприятия — Тюменского производственного объединения энергетики и электрификации «Тюменьэнерго». Спустя три года АООТ «Тюменьэнерго» перерегистрировано в ОАО «Тюменьэнерго».
1 июля 2005 года ОАО «Тюменьэнерго» было реорганизована, превратившись в распределительную электросетевую компанию.
В декабре 2019 года компания официально переименована в АО «Россети Тюмень».

## Достижения
В 2020 году «Россети Тюмень» подтвердили рейтинг кредитоспособности на уровне ruAA со «стабильным» прогнозом (рейтинговое агентство «Эксперт РА»).
В 2021 году компании присвоен рейтинг на уровне АА+(RU), прогноз «Стабильный» (аналитическое кредитное рейтинговое агентство АКРА). 
В 2020 году «Россети Тюмень» в Конкурсе на лучшую социально ориентированную компанию в энергетике отмечены дипломом Министерства энергетики РФ за активное проведение социальной политики. 
«Россети Тюмень» являются победителем Всероссийского конкурса «Лучшие электрические сети России» в номинациях:
2021 год: Инновационный проект года
2020 год: Инновационный проект года
2019 год: За надёжное электроснабжение, За эффективное энергосбережение, Инновационный проект года
2018 год: За надёжное электроснабжение, За эффективное энергосбережение, Инновационный проект года
2017 год: За надежное электроснабжение, За эффективное энергосбережение, Инновационный проект года
2016 год: За надежное электроснабжение, За эффективное энергосбережение, Инновационный проект года
2015 год: За надежность электроснабжения, Инновационный проект года, Социально ответственная электросетевая компания
2014 год: За надежное электроснабжение, Инновационный проект года, Наиболее информационно открытая электросетевая компания
2013 год: За надежное электроснабжение, Инновационный проект года
2012 год: За надежное электроснабжение, Инновационный проект года
2011 год: За эффективное энергосбережение, Наиболее клиентоориентированная электросетевая компания РФ
В 2009 году ОАО «Тюменьэнерго» заняло 146-е место в списке крупнейших компаний «Эксперт РА».